# (26181) 1996 GQ21
(26181) 1996 GQ21 транснептуновый объект, который находится в зоне рассеянного диска Солнечной системы. Он был обнаружен 12 апреля 1996 года Николаем М. Дэнзлом. Объект имеет относительно большие размеры, что позволяет предположить, что его форма может быть близка к сферической.